# Tomoderus interruptus
Tomoderus interruptus är en skalbaggsart som beskrevs av Laferté-sénectère 1849. Tomoderus interruptus ingår i släktet Tomoderus och familjen kvickbaggar. Inga underarter finns listade i Catalogue of Life.